# 西印度石鱉
西印度石鳖（學名：Chiton tuberculatus）是多板纲石鳖目石鱉科石鱉屬的一個物種，生活於海洋。

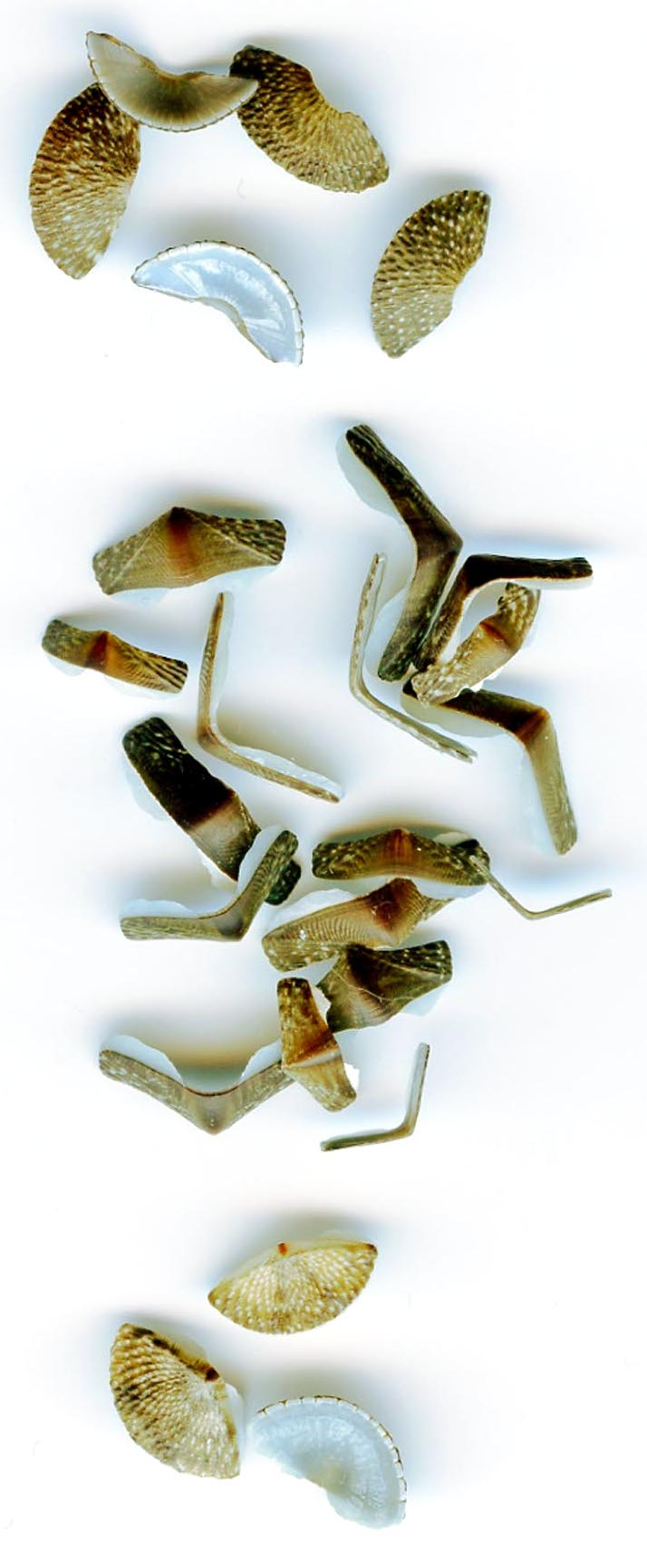
在加勒比海聖克里斯多福及尼維斯的海灘可以撿到這些來從西印度石鱉身上鬆出來的瓣。